# Pimpinella anisactis
Pimpinella anisactis — многолетнее травянистое растение, вид рода Бедренец (Pimpinella) семейства Зонтичные (Apiaceae). Ареал вида охватывает горные районы Туркменистана. Эндемик. Описан из Хейрабада. В литературе и интернет-источниках встречается под устаревшим синонимичным названием Бедренец Литвинова (Pimpinella litvinovii) (видовой эпитет дан в честь русского ботаника Дмитрия Ивановича Литвинова).
Русскоязычное название рода Pimpinella — Бедренец; видовой эпитет дан по ботаническому роду Anisactis, который является устаревшим синонимом рода Петрушка.

## Биологическое описание
Корень толстый, корневая шейка одета тёмно-бурыми остатками черешков отмерших листьев. Стебли высотой 35—65 см, в числе нескольких, прямые, от середины или почти от основания ветвистые, в нижней части вместе с листьями коротко шероховато-опушённые, вверху голые.
Прикорневые листья многочисленные, просто-перистые, продолговатые, длиной 10—15 см, шириной 1—2 см, на черешках равных или длиннее пластинки, с 3—5 парами широкояйцевидных или почти округлых листочков, длиной 0,8—1,5 см и почти такой же ширины, по краям глубоко неровно-зубчатые. Стеблевые листья более мелкие, в небольшом числе; верхние — с редуцированной пластинкой с немногими линейными долями, сидящей на продолговатом влагалище.
Зонтики с 4—6 почти голыми лучами, в поперечнике около 1,5 см; зонтички 6—8-цветковые. Обёртки и обёрточки отсутствуют. Лепестки белые, на спинке голые, наверху чуть выемчатые.
Плоды яйцевидные, длиной 2 мм, шириной 1,2 мм, тонко-шероховатые, подконец почти голые.

## Классификация

### Таксономия[2]
Pimpinella anisactis Rech.f., 1940, Repert. Spec. Nov. Regni Veg. 48: 124
Pimpinella anisactis относится к роду Бедренец (Pimpinella) семейства Зонтичные (Apiaceae) порядка Зонтикоцветные  (Apiales). Кладограмма в соответствии с Системой APG IV:
|  |                                      |  |                                   |                                   |                     |  | ещё 6 семейств | ещё 6 семейств |                      |  |  |  | еще 171 подтвержденный и 73 в статусе "непроверенных" видов и инфравидовых таксонов |
|  |                                      |  |                                   |                                   |                     |  | ещё 6 семейств | ещё 6 семейств |                      |  |  |  | еще 171 подтвержденный и 73 в статусе "непроверенных" видов и инфравидовых таксонов |
|  |                                      |  |                                   | порядок Зонтикоцветные            |                     |  |                |                | род Бедренец         |  |  |  |                                                                                     |
|  |                                      |  |                                   | порядок Зонтикоцветные            |                     |  |                |                | род Бедренец         |  |  |  |                                                                                     |
|  | отдел Цветковые, или Покрытосеменные |  |                                   |                                   | семейство Зонтичные |  |                |                | Pimpinella anisactis |  |  |  |                                                                                     |
|  | отдел Цветковые, или Покрытосеменные |  |                                   |                                   | семейство Зонтичные |  |                |                |                      |  |  |  |                                                                                     |
|  |                                      |  | ещё 63 порядка цветковых растений | ещё 63 порядка цветковых растений |                     |  |                | ещё 447 родов  | ещё 447 родов        |  |  |  |                                                                                     |
|  |                                      |  |                                   | ещё 63 порядка цветковых растений |                     |  |                |                | ещё 447 родов        |  |  |  |                                                                                     |